# Сирия (регион)
Исторический регион Сирия (араб. ٱلشَّام‎, иероглифический лувийский : сура/и ; греч. Συρία; в современной литературе также известен как Великая Сирия, Сиро-Палестинский регион или Левант) — территория, расположенная к востоку от Средиземного моря. Самое древнее свидетельство названия «Сирия» относится к VIII веку до нашей эры в двуязычной надписи на иероглифическом лувийском и финикийском языках. В этой надписи лувийское слово Sura/i было переведено на финикийское ʔšr как «Ассирия». Для Геродота в V веке до нашей эры Сирия простиралась на север до Галиса (современная река Кызылырмак) и на юг до Аравии и Египта.
Для Плиния Старшего и Помпония Мелы Сирия охватывала весь Плодородный полумесяц. В поздней античности термин «Сирия» обозначал регион, расположенный к востоку от Средиземного моря, к западу от реки Евфрат, к северу от Аравийской пустыни и к югу от гор Тавр, включая современные Сирию, Ливан, Иорданию, Израиль, Государство Палестина и часть Южной Турции, а именно провинцию Хатай и западную половину региона Юго-Восточной Анатолии. Это позднее определение эквивалентно региону, известному на классическом арабском языке под названием ash-Shām (араб. ٱَلشَّام‎ /ʔaʃ-ʃaːm/, что означает север [страна] (от корня šʔm араб. شَأْم‎ «налево, на север»)). После мусульманского завоевания византийской Сирии в VII веке н. э. название «Сирия» вышло из широкого употребления в самом регионе, будучи заменено арабским эквивалентом Шам, но сохранилось в своем первоначальном значении в византийском и западноевропейском употреблении, а также в сирийском языке христианской литературы. В XIX веке название «Сирия» было возрождено в его современной арабской форме для обозначения всего Билад аш-Шама, либо как Sūriya, либо в современной форме Sūrya, которая в конечном итоге заменила арабское название Билад аш-Шам. После Первой мировой войны название «Сирия» применялось к французскому мандату в Сирии и Ливане, а также к существовавшему тогда недолговечному арабскому королевству Сирия.
На протяжении всей истории регион находился под контролем множества различных народов, в том числе арамейцев, древних египтян, ханаанеев, Ассирии, Вавилонии, империи Ахеменидов, древних греков, армян, Римской империи, Византийской империи, Рашидунского халифата, Омейядского халифата, Аббасидского халифата, Фатимидского халифата, крестоносцев, династии Айюбидов, Мамлюкского султаната, Османской империи, Соединённого Королевства и Третьей Французской республики.
Границы региона менялись на протяжении всей истории и в последний раз определялись в наше время провозглашением недолговечного Арабского королевства Сирия и последующим определением в соглашении Франции и Великобритании. После Первой мировой войны территория была передана под мандаты Франции и Великобритании и разделена на Большой Ливан, различные государства под сирийским мандатом, Подмандатную Палестину и Эмират Трансиордания. Государства под мандатом Сирии постепенно были объединены в Государство Сирия и, наконец, стали независимой Сирией в 1946 году. На протяжении всего этого периода пансирийские националисты выступали за создание Великой Сирии.

## География
В самом общем историческом смысле «Сирия» относится ко всему северному Леванту, включая Александретту и древний город Антиохию, или, в более широком смысле, ко всему Леванту на юге, вплоть до римского Египта, но не включая Месопотамию. Регион «Великой Сирии» (سُوْرِيَّة ٱلْكُبْرَىٰ , Sūrīyah al-Kubrā); также называется «Естественная Сирия» (سُوْرِيَّة ٱلطَّبِيْعِيَّة , Sūrīyah aṭ-Ṭabīʿīyah) или «Северная земля» (بِلَاد ٱلشَّام , Bilād ash-Shām), простирается примерно над провинцией Билад аш-Шам средневековых арабских халифатов, охватывая Восточное Средиземноморье (или Левант) и Западную Месопотамию. Мусульманское завоевание Леванта в VII веке привело к возникновению этой провинции, которая охватывала большую часть региона Сирии и во многом перекликалась с этой концепцией. Другие источники указывают, что термин «Великая Сирия» был придуман во время османского владычества после 1516 года для обозначения приблизительной территории, входящей в состав современных Палестины, Сирии, Иордании, Ливана и Израиля.
Неопределенность в определении масштабов «Сирии» усугубляется этимологической путаницей сходных по звучанию названий Сирия и Ассирия. Вопрос об окончательной этимологической идентичности двух имен остается открытым и сегодня, но независимо от этимологии эти два имени часто воспринимались как взаимозаменяемые или синонимичные со времен Геродота. Однако в Римской империи «Сирия» и «Ассирия» стали относиться к двум отдельным образованиям, Римской Сирии и Римской Ассирии.

Киллебрю и Штайнер, рассматривая Левант как сирийский регион, привели границы региона как таковые: Средиземное море на западе, Аравийская пустыня и Месопотамия на востоке и Таврские горы Анатолии на севере. Мусульманский географ Мухаммад аль-Идриси посетил этот регион в 1150 году и определил северные районы Билад аш-Шам следующим образом:
В Левантийском море два острова: Родос и Кипр; и в левантийских землях: Антарс, Лаодика, Антиохия, Мопсухестия, Адана, Аназарбус, Тарс, Киркесия, Хамрташ, Анталия, аль-Батира, аль-Мира, Макри, Астроболи; и во внутренних землях: Апамея, Саламия, Киннасрин, аль-Кастель, Алеппо, Ресафа, Ракка, Рафека, аль-Джиср, Манбидж, Мараш, Сарудж, Харран, Эдесса, Аль-Хадат, Самосата, Малатия, Хусн Мансур, Забатра, Джерсун, аль-Лин, аль-Бедандур, Сирра и Тулеб.
Для Плиния Старшего и Помпония Мелы Сирия покрывала весь Плодородный Полумесяц. В поздней античности «Сирия» означала регион, расположенный к востоку от Средиземного моря, к западу от реки Евфрат, к северу от Аравийской пустыни и к югу от гор Тавр включая современные Сирию, Ливан, Иорданию, Израиль, Государство Палестина, провинция Хатай и западная половина региона Юго-Восточной Анатолии на юге Турции. Это позднее определение эквивалентно региону, известному на классическом арабском языке под названием ash-Shām (ٱلشَّام /ʔaʃ-ʃaːm/, что означает север [страна] (от корня šʔm شَأْم «налево, на север»). После исламского завоевания византийской Сирии в седьмом веке название Сирия выпало из основного употребления в самом регионе, уступив место арабскому эквиваленту Билад аш-Шам («Северная земля»), но сохранилось в своем первоначальном значении в Византийское и западноевропейское использование, а также в сирийской христианской литературе. В XIX веке название Сирия было возрождено в его современной арабской форме для обозначения всего Билад аш-Шам, либо как Sūriya, либо в современной форме Sūrya, которая в конечном итоге заменила арабское название Билад аш-Шам. После Первой мировой войны название «Сирия» применялось к французскому мандату на Сирию и Ливан, а также к существовавшему тогда, но недолговечному арабскому королевству Сирия.

## Этимология

### Сирия
Исторический регион Сирия (араб. ٱلشَّام‎ , иероглифический лувийский : сура/и ; греч. Συρία ; в современной литературе также известен как Великая Сирия, Сиро-Палестинский регион или Левант) — территория, расположенная к востоку от Средиземного моря. Самое древнее свидетельство названия «Сирия» относится к VIII веку до нашей эры в двуязычной надписи на иероглифическом лувийском и финикийском языках. В этой надписи лувийское слово Sura/i было переведено на финикийское ʔšr «Ассирия». Для Геродота в V веке до нашей эры Сирия простиралась на север до Халиса (современная река Кызылырмак) и на юг до Аравии и Египта.
Название «Сирия» происходит от древнегреческого названия сирийцев, греч. Σύριοι Syrioi, которое греки применяли без различия к различным ближневосточным народам, жившим под властью Ассирии. Современные исследования подтверждают, что греческое слово восходит к родственному греч. Ἀσσυρία, Assyria, в конечном итоге происходит от аккадского Aššur.
Классическое арабское произношение Сирии — Sūriya (в отличие от современного стандартного арабского произношения Sūrya). Это название не использовалось широко среди мусульман примерно до 1870 года, но оно использовалось христианами раньше. Согласно Сирийской православной церкви, «сириец» означал «христианина» в раннем христианстве. В английском языке «сириец» исторически означал сирийского христианина, такого как Ефрем Сирин. После провозглашения Сирии в 1936 году термин «сирийцы» стал обозначать граждан этого государства, независимо от этнической принадлежности. Прилагательное «сирийский» (suryāni سُرْيَانِي) вошло в обиход с тех пор как этноним, чтобы избежать двусмысленности слова «сирийский».
В настоящее время арабский термин Sūriya обычно относится к современному государству Сирия, а не к исторической области Сирии.

### Шаам
Великая Сирия была широко известна как Аш-Шам. Этимологически этот термин на арабском языке означает «левая сторона» или «север», поскольку кто-то в Хиджазе, смотрящий на восток, ориентированный на восход солнца, найдет север слева. Это контрастирует с названием Йемен (اَلْيَمَن al-Yaman), соответственно означающее «правая сторона» или «юг». Вариант ش ء م (š-ʾ-m), из более типичных ش م ل (š-m-l), также засвидетельствовано в 𐩦𐩱𐩣 южноаравийском, 𐩦𐩱𐩣 (s²ʾm), с таким же семантическим развитием.
Корень Шаама, ش ء م (š-ʾ-m) также имеет коннотации неудачи, которая традиционно ассоциируется с левым и более холодным северным ветром. Опять же, это контрастирует с Йеменом, с его счастьем и успехом, и положительно воспринимаемым теплым-влажным южным ветром; теория этимологии слова Arabia Felix, обозначающего Йемен, путем перевода этого значения.
Регион Шаам иногда определяется как территория, в которой доминировал Дамаск, долгое время являвшийся важным региональным центром. На самом деле, слово Аш-Шам само по себе может относиться к городу Дамаск. Продолжая аналогичную контрастирующую тему, Дамаск был коммерческим центром и представителем региона точно так же, как Сана была на юге.
Коран 106: 2 намекает на эту практику, когда караваны отправляются в Сирию летом, чтобы избежать более холодной погоды, а также для продажи товаров в Йемене зимой.
Нет никакой связи с именем Сима, сына Ноя, чье имя обычно встречается на арабском языке как سَام Sām, с другим начальным согласным и без какой-либо внутренней гортанной смычки. Несмотря на это, между двумя именами и даже регионом существует давняя народная ассоциация, поскольку большинство заявленных библейских потомков Сима исторически проживали поблизости.
Исторически сложилось так, что Баалшамин арам. ܒܥܠ ܫܡܝܢ ' Владыка Неба (с) '), был семитским богом неба в Ханаане/Финикии и древней Пальмире. Следовательно, Шам относится к (небу или небу). Кроме того; на иврите слово " шам " (שָׁמַ) происходит от аккадского слова " шаму ", означающего «небо». Например, еврейское слово, обозначающее Солнце, — шемеш, где «шем/шам» от shamayim  (аккадский: samû) означает «небо», а эш (аккадский: išātu) означает «огонь», то есть «небо-огонь». ".

## История

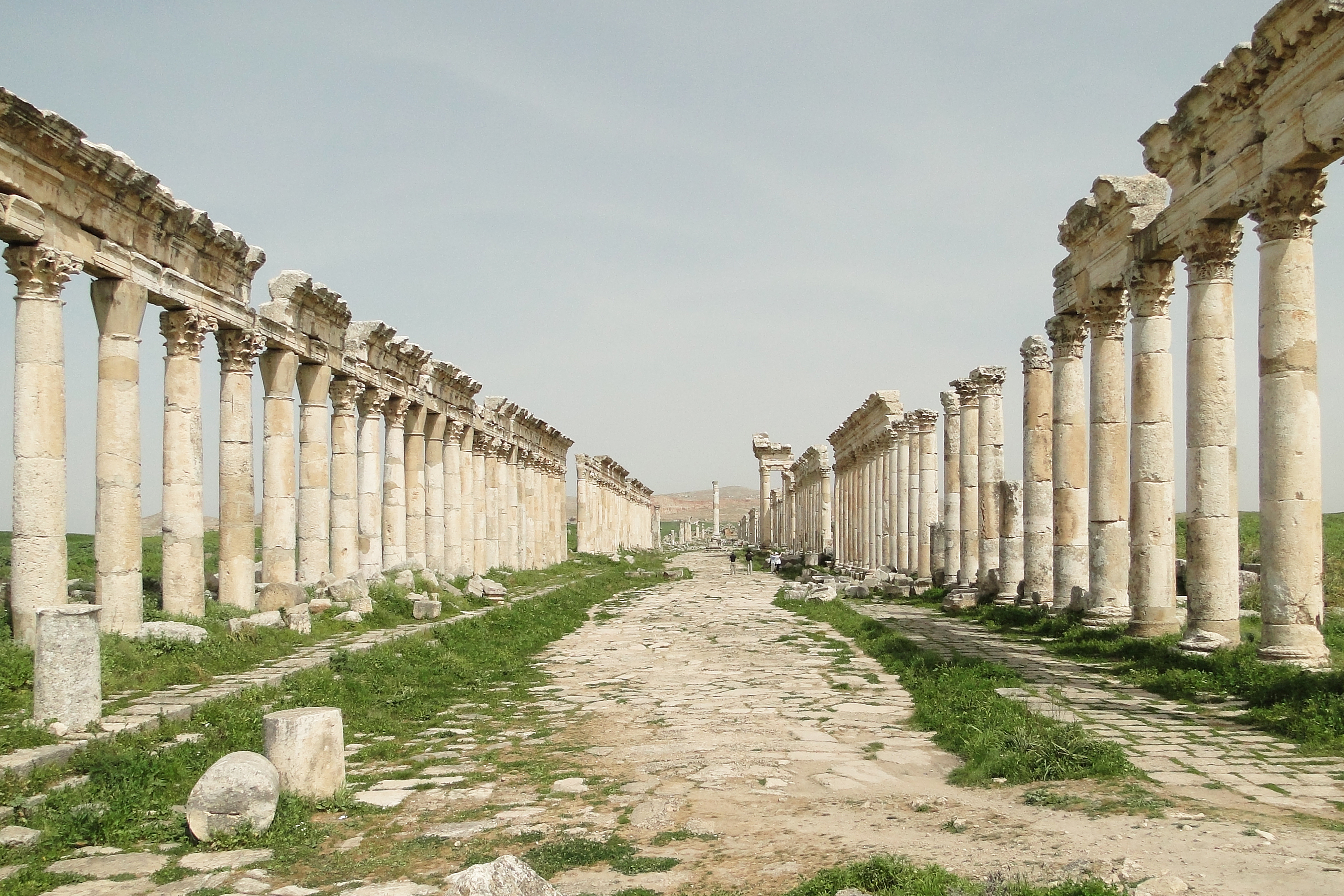
Древний город Апамея в Сирии был важным торговым центром и процветающим городом в эллинистические и римские времена

### Древняя Сирия
Геродот использует др.-греч. Συρία для обозначения области от реки Галис, включая Каппадокию (I,6) в современной Турции до горы Казий (II,158), которая, по словам Геродота, расположена к югу от озера Сербонис (III,5). Согласно различным замечаниям Геродота в разных местах, он описывает Сирию как включающую в себя весь участок финикийской береговой линии, а также такие города, как Кадитис (Иерусалим) (III,159).

### Эллинистическая Сирия
В греческом использовании Сирия и Ассирия использовались почти взаимозаменяемо, но в Римской империи Сирия и Ассирия стали использоваться как отдельные географические термины. «Сирия» в период Римской империи относилась к «тем частям империи, расположенным между Малой Азией и Египтом», то есть к западному Леванту, в то время как «Ассирия» была частью Персидской империи и лишь на очень короткое время попала под контроль Рима — 116—118 годы н. э., отмечающие исторический пик римской экспансии.

### Римская Сирия

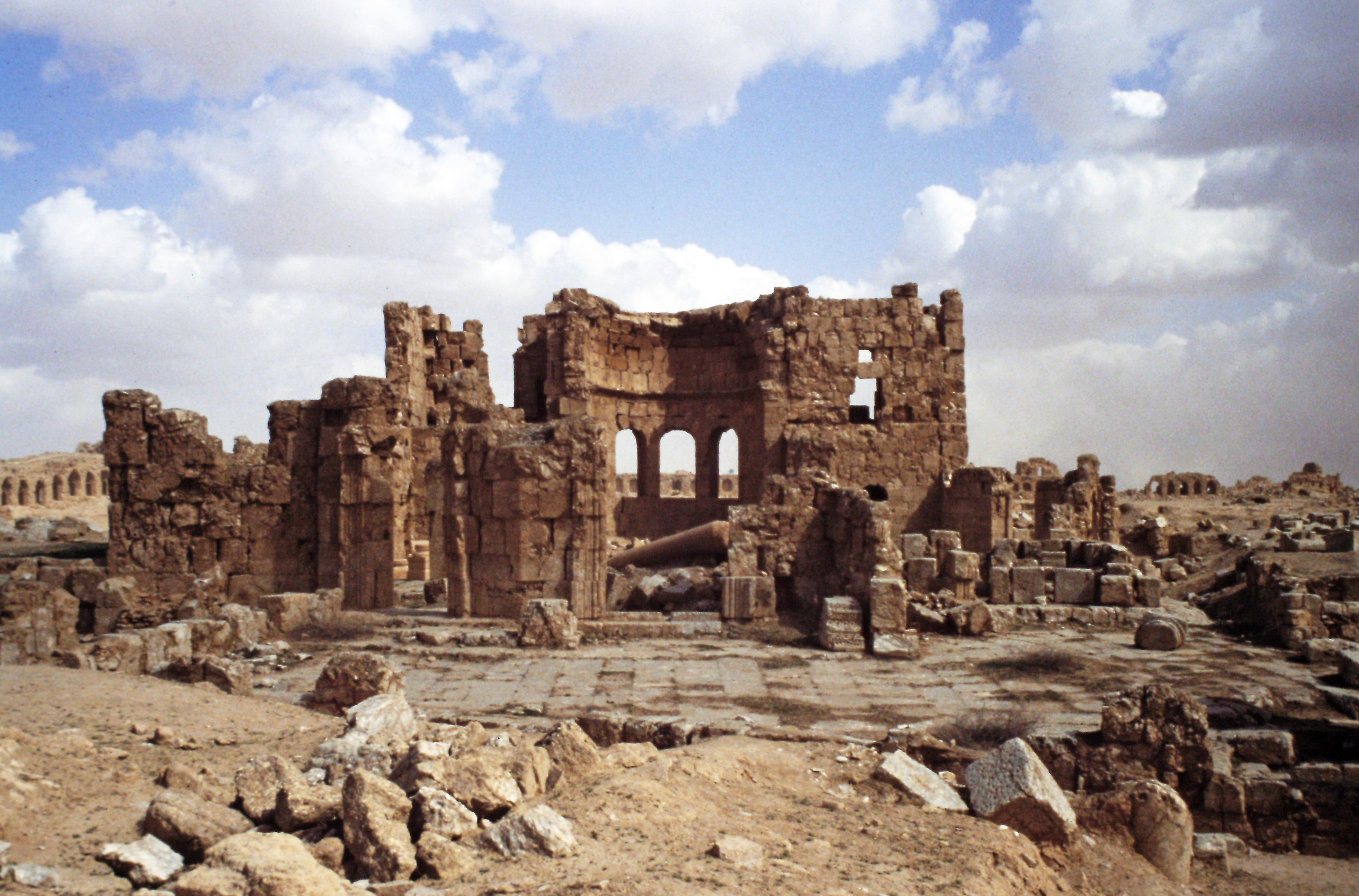
Руины в Сергиополе

В римскую эпоху термин «Сирия» использовался для обозначения всего северного Леванта и имел неопределенную границу на северо-востоке, которую Плиний Старший описывает как включающую с запада на восток Коммагенское царство, Софену и Адиабену, «ранее известные как Ассирия».

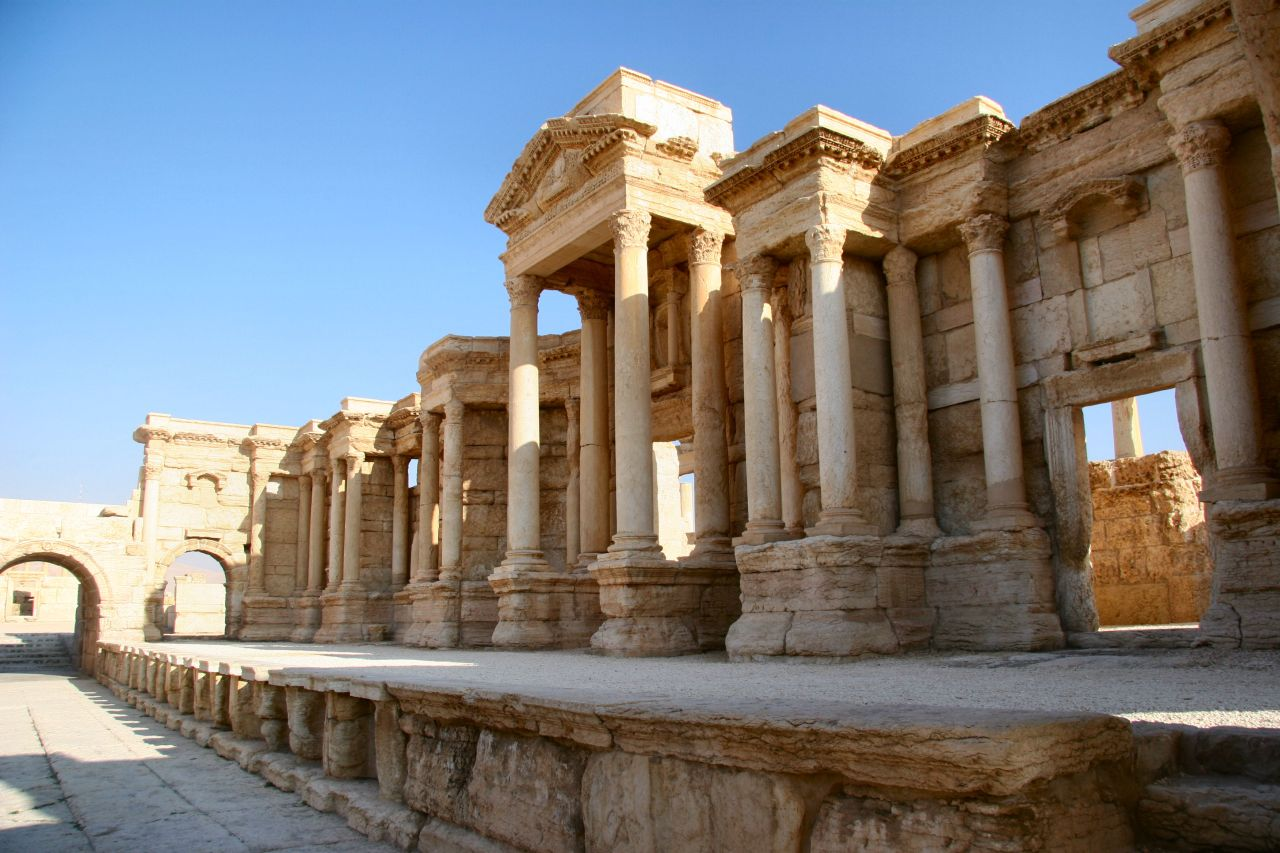
Пальмира, один из самых богатых городов древней Сирии

Различные писатели использовали этот термин для описания всего региона Леванта в этот период; в Новом Завете неоднократно использовано название в этом смысле.
В 64 г. до н. э. Сирия стала провинцией Римской империи после завоевания Помпеем. Римская Сирия граничила с Иудеей на юге, анатолийскими греческими владениями на севере, Финикией на западе и находилась в постоянной конфронтации с парфянами на востоке. В 135 году нашей эры Сирия-Палестина стала включать в себя весь Левант и Западную Месопотамию. В 193 году провинция была разделена на собственно Сирию (Келесирию) и Финикию. Примерно между 330 и 350 (вероятно, около 341), провинция Евфратисия была создана из территории Келесирии и бывшего Коммагенского царства, с Иераполем в качестве столицы.
Примерно после 415 г. Келесирия была далее разделена на Сирию I с центром в Антиохии и Сирию II или Салутарис с центром в Апамее на реке Оронт. В 528 году Юстиниан I выделил небольшую прибрежную провинцию Феодориаду из территории обеих провинций.

### Билад аш-Шам
Регион был присоединен к Рашидунскому халифату после победы мусульман над Византийской империей в битве при Ярмуке и стал известен как провинция Билад аш-Шам. Во времена Омейядского халифата Шам был разделен на пять джундов или военных округов. Это были Джунд Димашк (для района Дамаска), Джунд Химс (для района Хомса), Джунд Филастин (для района Палестины) и Джунд аль-Урдунн (для района Иордании). Позже Джунд Киннасрин был создан из части Джунд Химс. Город Дамаск был столицей Исламского халифата до возникновения халифата Аббасидов.

### Османская Сирия
В более поздние эпохи Османской империи он был разделен на вилайаты или субпровинции, границы которых и выбор городов в качестве резиденций местных властей внутри них менялись со временем. Вилайеты или субпровинции Алеппо, Дамаск и Бейрут, в дополнение к двум особым районам Горного Ливана и Иерусалима. Алеппо состоял из северной современной Сирии плюс части южной Турции, Дамаск охватывал южную Сирию и современную Иорданию, Бейрут охватывал Ливан и сирийское побережье от портового города Латакия на юг до Галилеи, в то время как Иерусалим состоял из земли на юге Галилеи и к западу от реки Иордан и Вади-Араба.

Хотя в населении региона преобладали мусульмане-сунниты, в нём также проживало значительное количество мусульман-шиитов, алавитов и исмаилитов, сирийских православных, маронитов, греческих православных, католиков и христиан-мелькитов, евреев и друзов.

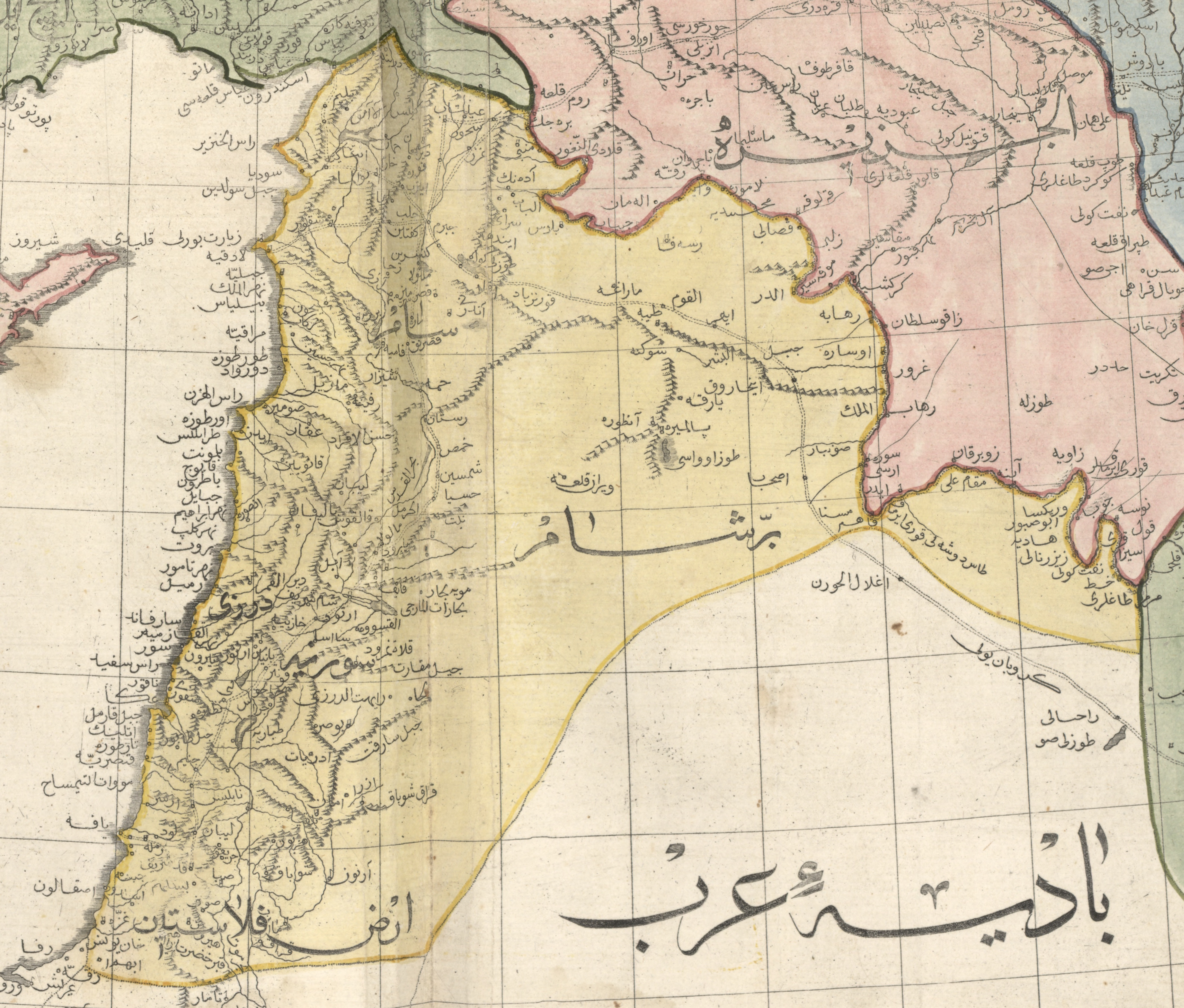
Атлас Седида 1803 года, на котором Османская Сирия показана жёлтым цветом.
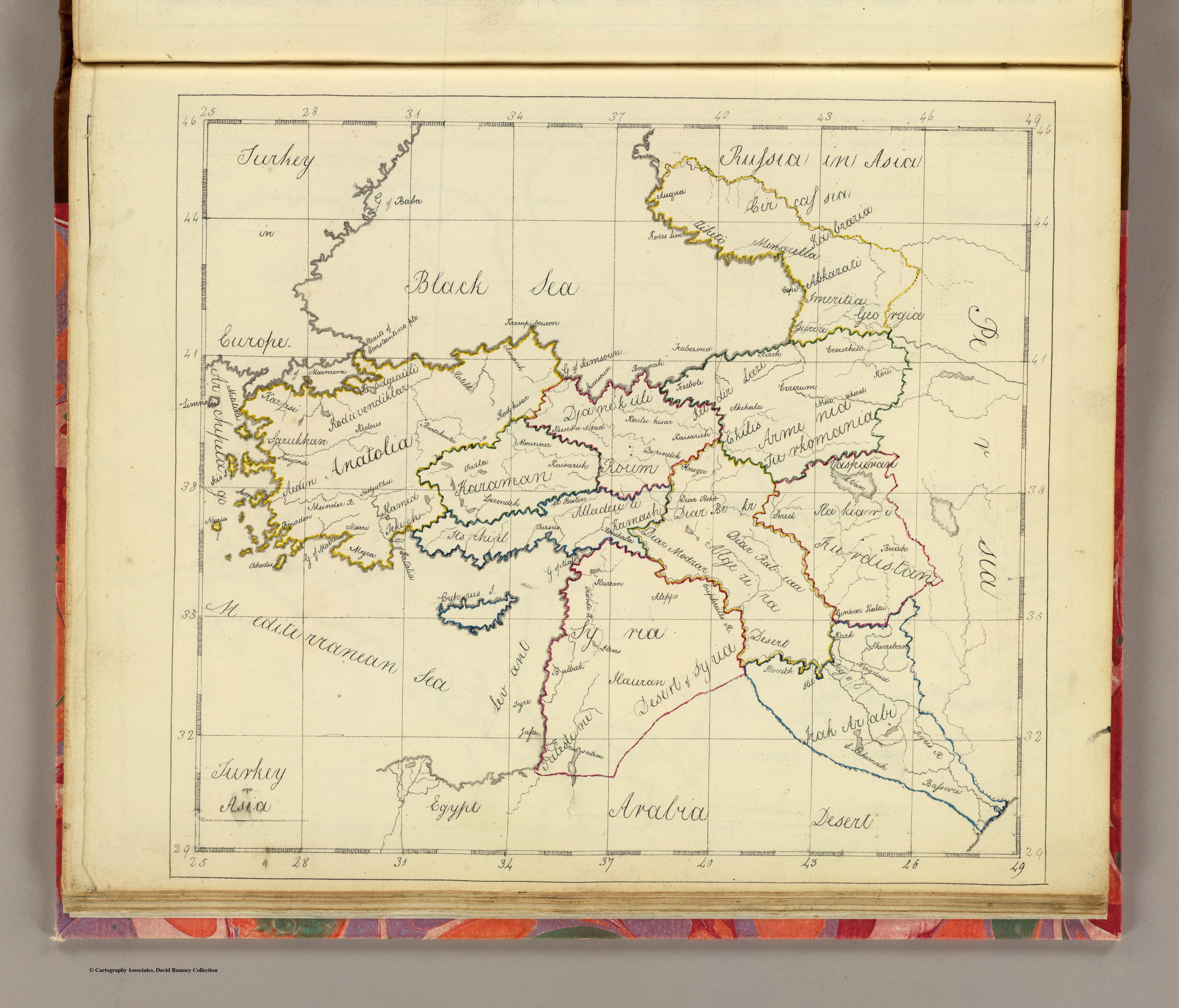
Карта Османской империи в Азии 1810 года, на которой показан регион Османской Сирии.
Этнические группы на Ближнем Востоке (включая пограничные регионы) показаны на карте британского правительства до Первой мировой войны. Основное население региона Сирии описывается как «арабы (оседлые)», а внутреннее население - как «арабы (кочевые)».

### Арабское королевство и французская оккупация

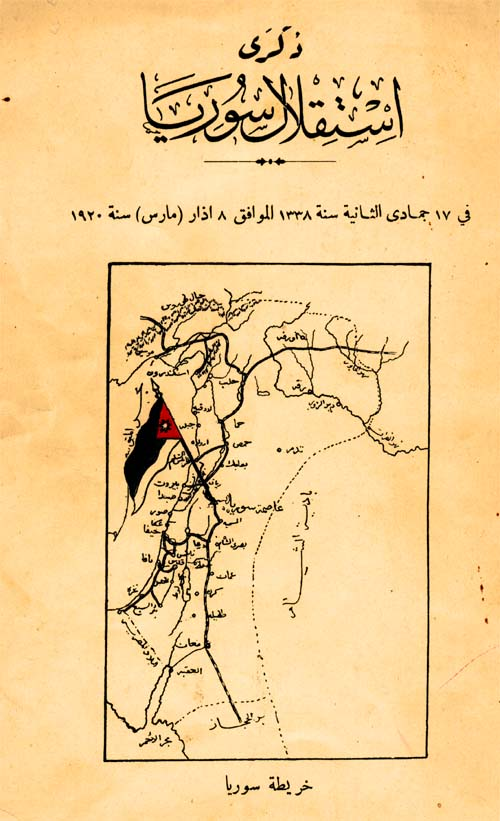
Книга независимости Сирии (ذِكْرَى اِسْتِقْلَال سُوْرِيَا), показывающая объявленные границы Сирийского королевства, указывает дату провозглашения независимости 8 марта 1920 г.

Администрация оккупированных вражеских территорий (OETA) была британской, французской и арабской военной администрацией над территориями бывшей Османской империи между 1917 и 1920 годами, во время и после Первой мировой войны. Волна арабского национализма развилась в направлении создания первого современного арабского государства, Хашимитского арабского королевства Сирии, 8 марта 1920 года. Королевство претендовало на весь регион Сирии, осуществляя контроль только над внутренним регионом, известным как OETA East. Это привело к ускорению провозглашения французского мандата в Сирии и Ливане и британского мандата в Палестине на конференции в Сан-Ремо 19-26 апреля 1920 г., а затем франко-сирийской войны в июле 1920 г., в которой французские армии победили вновь провозглашенное королевство и захватили Дамаск, положив конец существованию арабского государства.
После этого французский генерал Анри Гуро в нарушение условий мандата разделил французский мандат в Сирии на шесть государств. Это были государства Дамаск (1920 г.), Алеппо (1920 г.), Алавитское государство (1920 г.), Джебель-Друз (1921 г.), автономный Санджак Александретта (1921 г.) (современный Хатай в Турции) и Большой Ливан (1920 г.) которая позже стала современной страной Ливан.

### В пансирийском национализме

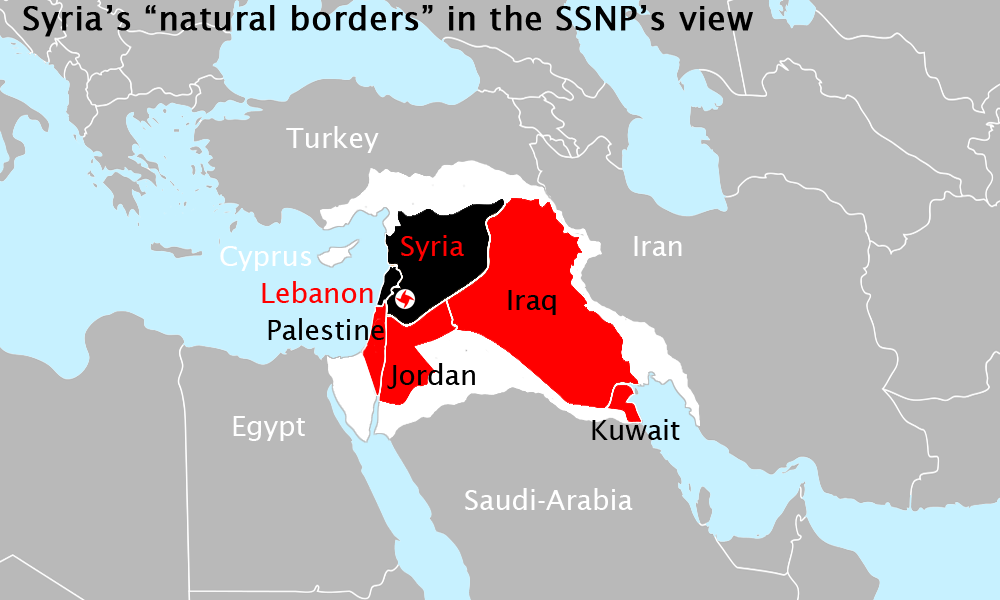
Антун Саад "s SSNP отображение "Естественная Сирия", на основе этимологической связи между названием "Сирия" и "Ассирия"

Границы региона менялись на протяжении всей истории и в последний раз определялись в наше время провозглашением недолговечного Арабского королевства Сирия и последующим определением по обязательному соглашению Франции и Великобритании. После Первой мировой войны территория была передана под мандаты Франции и Великобритании и разделена на Большой Ливан, различные государства под сирийским мандатом, Подмандатную Палестину и Эмират Трансиордания. Государства под мандатом Сирии постепенно были объединены в Государство Сирия и, наконец, стали независимой Сирией в 1946 году. На протяжении всего этого периода пансирийские националисты выступали за создание Великой Сирии.

## Религиозное значение
В регионе есть места, важные для авраамических религий:
| Место                   | Описание | Изображение |
| ----------------------- | --- | ----------- |
| Акра                    | В Акко находится Усыпальница Бахауллы, которая является самым священным местом для религии бахаи. |             |
| Алеппо                  | В Алеппо находится Великая мечеть, в которой, как полагают, покоятся останки Захарии, почитаемого как в христианстве, так и в исламе. |             |
| Вифлеем                 | В Вифлееме есть места, важные для евреев, христиан и мусульман. Одной из них является Гробница Рахили, которую почитают представители всех трех конфессий. Другая — церковь Рождества (Иисуса), почитаемая христианами, и близлежащая мечеть Омара, почитаемая мусульманами.                                               |             |
| Дамаск                  | В Старом городе есть Великая мечеть, которая считается одной из крупнейших и лучше всего сохранившихся мечетей эпохи Омейядов. Считается, что в нём покоятся останки сына Захарии Иоанна Крестителя, который почитается в христианстве и исламе, как и его отец. Другие важные места: Баб ас-Сагир и мечеть Сайида Рукайя. |             |
| Хайфа                   | В Хайфе находится Усыпальница Баба. Это священное место для религии Бахаи. Рядом находится гора Кармель. Будучи связанной с библейской фигурой Илией, она важна для христиан, друзов, евреев и мусульман. |             |
| Хеврон                  | Старый Город является домом для Пещеры Патриархов, где, как полагают, похоронены библейские персонажи Авраам, его жена Сара, их сын Исаак, его жена Ревекка, их сын Иаков и его жена Лия, и поэтому почитаются последователями авраамических конфессий, включая мусульман и иудеев.                                        |             |
| Хиттин                  | Хиттин находится недалеко от святилища Шуайба (возможно, Джетро). Это священное место для друзов и мусульман. |             |
| Иерихон / Ан- Наби Муса | Рядом с городом Иерихон на Западном берегу находится святилище Наби Мусы (буквально: Пророк Моисей), которое мусульмане считают местом захоронения Моисея. |             |
| Иерусалим               | Имея такие достопримечательности, как Храм Гроба Господня, Стену плача и мечеть Аль-Акса, Старый город является священным для христианства, ислама и иудаизма. |             |